# Cymbiohahnia parens
Cymbiohahnia
Genre
Espèce
Cymbiohahnia parens, unique représentant du genre Cymbiohahnia, est une espèce fossile d'araignées aranéomorphes de la famille des Hahniidae.

## Distribution
Cette espèce a été découverte dans de l'ambre de la mer Baltique, de Bitterfeld en Saxe-Anhalt en Allemagne et de Rivne en Ukraine. Elle date du Paléogène.

## Publication originale
- (en) Wunderlich, 2004 : Fossil spiders of the family Dictynidae s. l., including Cryphoecinae and Hahniinae in Baltic and Dominican amber and copal from Madagascar, and on selected extant Holarctic taxa, with new descriptions and diagnoses. Beiträge zur Araneologie, vol. 3, p. 1380–1482.